# Gymnodia subtilis
Gymnodia subtilis är en tvåvingeart som först beskrevs av Stein 1909.  Gymnodia subtilis ingår i släktet Gymnodia och familjen husflugor. Inga underarter finns listade i Catalogue of Life.